# 尾畑酒造
尾畑酒造株式会社（おばたしゅぞう）は、新潟県佐渡市に本社を置く日本酒メーカー。代表銘柄は「真野鶴」。

## 特色
企業理念は「幸醸心」。モットーとするのは「四宝和醸」（しほうわじょう）。酒造りの三大要素と言われる米・水・人に生産地である佐渡を加え、四つの宝の和をもって醸すという意味を持つ。佐渡産の酒米のみを用いており、朱鷺と暮らす郷作り認証米や、佐渡の牡蠣殻を活用した牡蠣殻農法による酒米などがある。

## 歴史
1892年（明治25年）、尾畑与三作が山本家の銘醸蔵を譲り受けて創業した。
2003年（平成15年）には日本国外への展開を開始した。また、2003年（平成15年）にはエールフランスのファーストクラス機内酒としての提供が始まり、その他にもベトナム航空やガルーダ・インドネシア航空などで機内酒として提供されている。
2009年（平成21年）には普通酒の製造を廃止し、本醸造、吟醸、大吟醸のみとした。
2011年（平成23年）4月には前年に廃校となった佐渡市立西三川小学校の校舎を借り受け、新たな酒蔵に改装した。オール佐渡産を目指し、酒米に加えて酒造りのエネルギーも太陽光パネルを設置し、電気に関して100%再生エネルギーを取り入れる。日本酒づくりを学ぶ研修施設としても活用している。また、「学校蔵の特別授業」では、藻谷浩介、出口治明、玄田有史などを講師に迎えた一日限りのワークショップを開催している。

### 年表

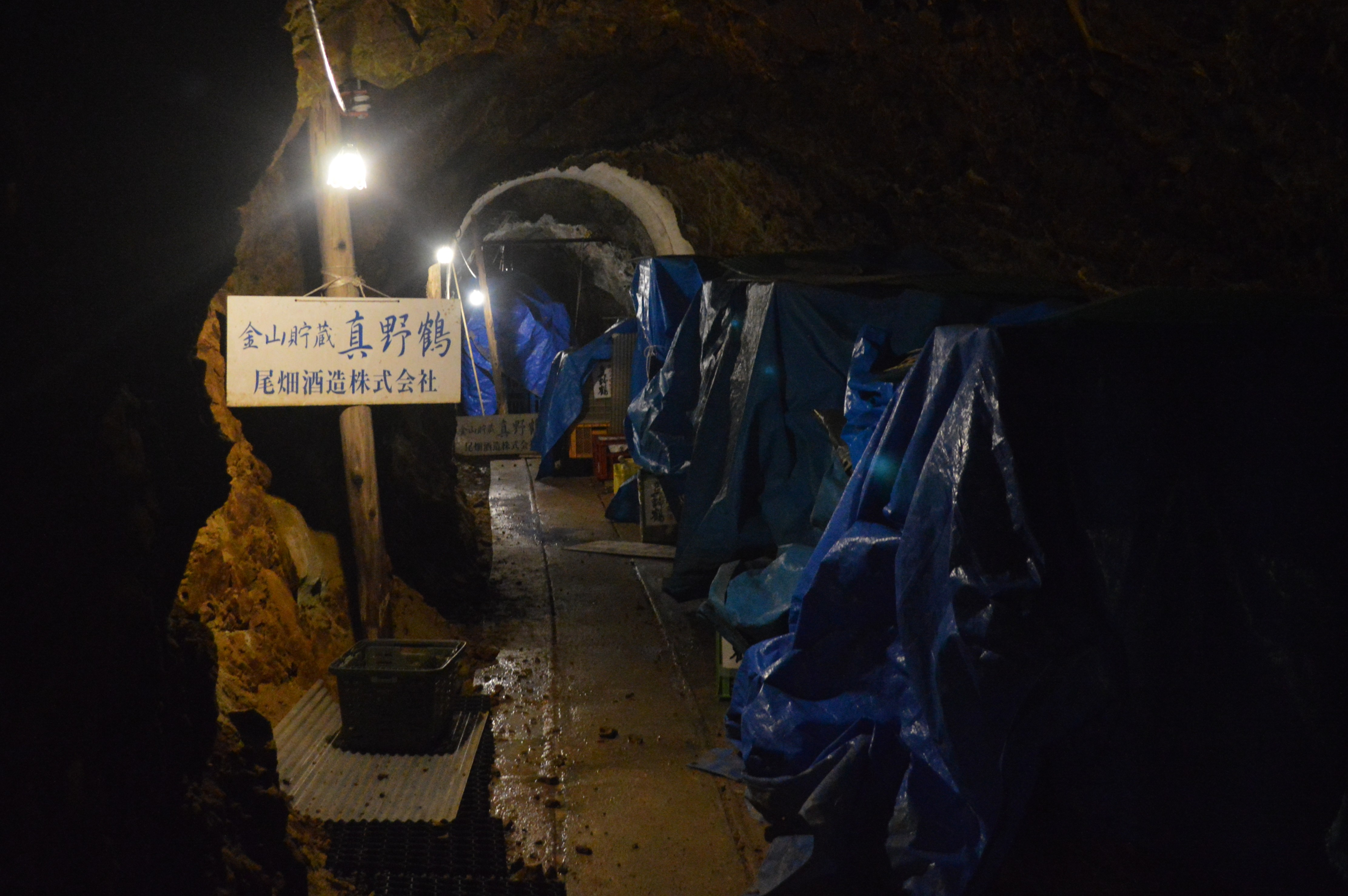
佐渡金山坑道における「真野鶴」の貯蔵

- 1892年（明治25年） - 創業者・尾畑与三作により酒造りを開始。
- 1983年（昭和58年） - 新潟県内では第一号となる酒蔵見学を開始。
- 1987年（昭和62年）- 代表取締役社長・尾畑俊一（当時）、バチカンローマ法王ヨハネ・パウロ2世に特別謁見する。
- 1994年（平成6年） - 佐渡金山坑道に清酒貯蔵を開始。
- 2003年（平成15年） - 国際線航空の機内酒に採用。
- 2009年（平成21年） - 普通酒の製造を廃止、特定名称酒のみ限定醸造。
- 2010年（平成22年）- 日本酒ベースのショコラリキュール風の商品「真野鶴・酒呼楽」を発売[8]。
- 2014年（平成26年） - 廃校となった佐渡市立西三川小学校を改装した酒蔵の稼働開始[9][6][10][11]。
- 2015年（平成27年）- 東京大学サステイナビリティ学連携研究機構(IR3S)との共同研究を開始。
- 2016年（平成28年）- 学校蔵Ｘ産経新聞で醸した『辛口産経』を製作[12][13][14][15]。

## 銘柄

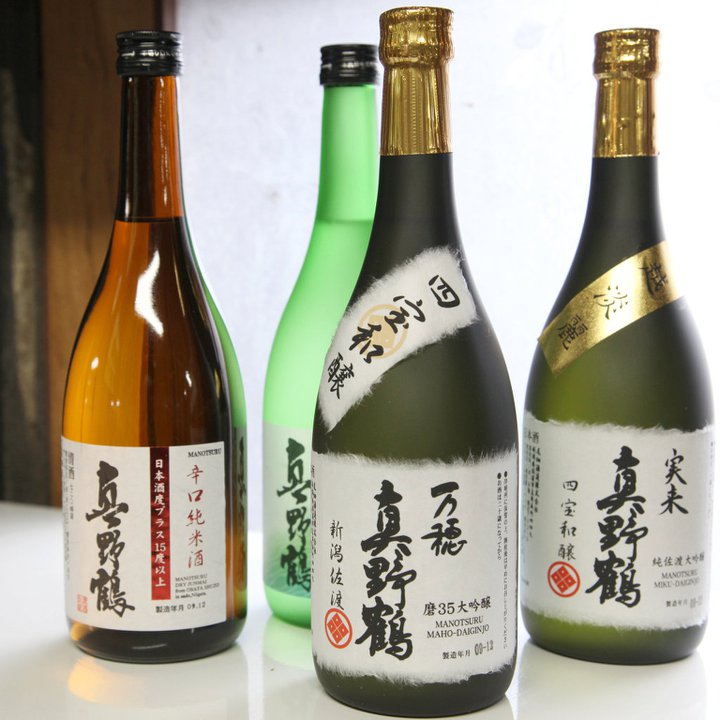
尾畑酒造の代表銘柄

大吟醸
- 山田錦磨35大吟醸 真野鶴・万穂（まほ）
- 大吟醸雫酒 錦の真野鶴
- 真野鶴 大吟醸

純米大吟醸
- 越淡麗 純米大吟醸 真野鶴・実来（みく）
- 真野鶴 純米大吟醸 辛口生一本
- 真野鶴 純米大吟醸 佐渡山田錦

吟醸
- 真野鶴 辛口吟醸

純米吟醸
- 真野鶴 純米吟醸 朱鷺と暮らす
- 真野鶴 純米吟醸
- 真野鶴 純米吟醸原酒

純米
- 特別純米酒 壱穂
- 真野鶴 辛口純米酒
- 真野鶴 純米《鶴》
- 真野鶴 純米1901火入れ
- 真野鶴 さくら純米

本醸造
- 真野鶴 辛口《鶴》
- 真野鶴の鬼ころし
- 純金箔入り本醸造 砂金

秘蔵古酒
- 真野鶴・佐渡金山秘蔵古酒BY10大吟醸

## 受賞歴
全国新酒鑑評会
- 平成13年 金賞
- 平成14年 金賞
- 平成15年 金賞
- 平成16年 金賞
- 平成17年 金賞
- 平成18年 金賞
- 平成20年 金賞
- 平成23年 金賞
- 平成25年 金賞
- 平成26年 金賞
- 平成29年 金賞
- 平成30年 金賞

インターナショナル・ワイン・チャレンジ
- 2007 ゴールドメダル
- 2014 純米の部 ゴールドメダル
- 2015 大吟醸の部 ゴールドメダル

KURA MASTER
- 平成29年 純米大吟醸部門 金賞
- 平成30年 純米大吟醸部門 金賞

その他
- 平成29年 関東信越国税局酒類鑑評会 優秀賞
- 平成29年 全国熱燗コンテスト2017「お値打ち熱燗部門」最高金賞
- 平成29年 全国熱燗コンテスト2017「お値打ちぬる燗部門」金賞
- 平成30年 関東信越国税局酒類鑑評会 優秀賞

## 役員
- 代表取締役 平島健
- 専務取締役 尾畑留美子